# EF2000
Cet article traite d'un jeu vidéo. Pour l'avion, voir Eurofighter Typhoon.
EF2000 est un simulateur de vol de combat, sorti en 1995 pour PC, sous DOS. Il est le descendant de l'ancien titre de Digital Image Design (DID), le jeu TFX.

## Système de jeu
EF2000 est un simulateur de vol de l'avion de chasse Eurofighter Typhoon, alors connu à l'époque comme un simple prototype, sous le nom d'« EF2000 ».
Il intégrait une modélisation réaliste et assez détaillée du territoire de la région baltique et supportait les lunettes de réalité virtuelle. Les graphismes recréaient la topographie naturelle irrégulière du terrain, les nuages et reproduisait les effets d'assombrissement du ciel à haute altitude. Le jeu consistait en des missions variées réparties selon plusieurs modes de jeu : combats rapides, simulation (mode de vol libre), entraînement, multijoueur et campagne.
Le mode campagne simulait une campagne militaire dans le nord de l'Europe et les missions nécessitaient de la part du joueur qu'il évalue précisément les menaces aériennes et terrestres. Le ravitaillement en vol était même prévu ! (et vraiment pas évident…)
Les écrans multi-fonctions (MFD) permettent au joueur d'attaquer des cibles volantes et terrestres, aidé dans sa mission par un arsenal militaire impressionnant : bombes, bombes guidées, missiles de plusieurs sortes, canon, etc. Les multiples vues disponibles permettaient d'observer les ennemis, les alliés, les cibles en train de vivre leurs derniers instants ou tout-simplement l'avion du joueur. Avec le pavé numérique, l'ordinateur pouvait accrocher une cible et rester verrouillé dessus, quels que soient les mouvements de l'appareil.

## Accueil
EF2000 remporta le trophée de la simulation de l'année, de la part de Computer Gaming World.
En 1996, Computer Gaming World le classa également comme étant le 42e meilleur jeu vidéo de tous les temps, grâce à sa simulation, son réalisme, ses graphismes et sa bande son, faisant « un bond en avant ». Cette même année, le magazine Next Generation le classa comme le 43e meilleur jeu de tous les temps, car étant « simplement le plus immersif jeu de simulation de combat disponible sur le marché ».
PC Gamer USA : 88 %

## Successeurs
EF2000 sera suivi de versions comprenant des améliorations variées, telles EF2000 v2.0 et suivi par Super EF2000, qui ajoutait au jeu initial une capacité de communications tactique avec les autres avions du jeu (les deux dernières étant compatibles avec Windows 95, Windows 98 et Windows Millenium).
Les graphismes furent améliorés lorsque DID rendit disponible le patch « Graphics + », qui ajoutait la prise en charge de Glide à EF2000. D'autres jeux suivirent, basés sur le chasseur américain F-22 Raptor, les jeux « F-22 : Air Dominance Fighter » et « F-22 Total Air War ». La série EF2000 prit fin lorsque la société Rage Games Limited sortit le jeu « Eurofighter Typhoon », en 2001. Il était en fait développé par les créateurs du jeu EF2000 original et possédait encore le label Digital Image Design sur la boîte du CD-ROM.